# Рукопись «Хамсе» (М—156)
Рукопись «Хамсе» — рукопись, содержащая все поэмы из «Хамсе» классика персидской поэзии Низами Гянджеви. Хранится в Институте рукописей Национальной академии наук Азербайджана.
Порядок расположения только двух поэм нарушен. После «Махзан ал-асрар» («Сокровищницы тайн») (1б — 26б) идет «Лейли и Меджнун» (1286 — 77а), а затем «Хосров и Ширин» (78б — 118а). Рукопись переписана четырьмя разными каллиграфами в разные времена.

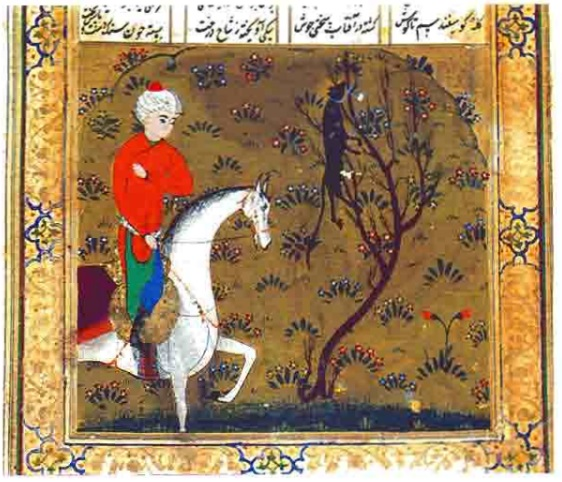
Миниатюра тебризской школы к притче о Бахраме и мёртовй собаке из поэмы «Семь красавиц». Стр. 170^{б}

Четвёртая поэма «Хамсе» — «Хафт пейкар» («Семь красавиц», 119а — 77б) переписана раньше других поэм — в первой половине XVI века. Текст данной поэмы открывается художественно-орнаментированным, красочным растительным унваном довольно тонкой работы, исполненным жидким золотом, лазурью, чёрной краской, киноварью и белилами. Текст переписан в четыре столбца хорошим каллиграфическим насталиком на плотной лощенной высококачественной восточной бумаге горохового цвета и заключён в рамку из черных и золотистых линий, которая также обрамлена золотистыми, голубыми и черными линиями: столбцы отделены двумя тонкими золотистыми линиями. Пространство между рамками заполнено мелким цветочным орнаментом, исполненным жидким золотом, поля страниц также украшены растительным орнаментом, выполненным жидким золотом, киноварью. В данной поэме имеется 27 художественных искусных миниатюр тебризской школы живописи (126б, 127б, 129а, 130а, 131а, 131б, 132б, 133б, 1346, 135а, 136б 1376, 1386, 139б, 140б, 142, 144а, 145а, 148а, 155б, 158б, 161б 165а, 167б, 169а, 170б, 171б). Заглавия написаны киноварью и заключены в рамку из золотистых линий.
Вторая часть последней поэмы — «Икбал-наме» написана в два столбца по горизонтали и наискось на полях тонкой лощеной восточной бумаги и вклеена в широкие поля паспорта. Почерк — мелкий насталик. Текст заключён в рамку из золотистых и синих линий, столбцы разделены двумя золотистыми линиями. Заглавия написаны киноварью. По палеографическим данным, эта часть поэмы написана в I половине XVI века.
Поэма «Хосров и Ширин» написана в четыре столбца на желтоватой тонкой восточной бумаге хорошим каллиграфическим насталиком и заключена в рамку из золотистых и синих линий. Перед началом текста — орнаментированная заставка, выполненная жидким золотом, голубыми и красными чернилами. В поэме имеется 16 миниатюр, по-видимому, исфаханской школы живописи (83а — две, 84а, 84б, 886, 89б, 91б, 93б, 96б, 100а, 100б, 104а, 107б, 108б, 109а, 112а). По палеографическим данным поэма переписана во II половине XVIII века. Остальные поэмы переписаны в четыре столбца сравнительно крупным насталиком на тонкой восточной бумаге горохового цвета и заключены в рамку из золотистых и черных линий. Заглавия написаны красными чернилами. По палеографическим данным, эти части рукописи переписаны в I половине XIX века в Средней Азии. Рукопись без переплёта.
Количество листов — 308. Размер: 23 × 32, шифр: М — 156.